# Central Jersey Spartans
El Central Jersey Spartans fue un equipo de fútbol de los Estados Unidos que alguna vez jugó en la USL Premier Development League, la cuarta liga de fútbol en importancia en el país.

## Historia
Fue fundado en el año 2009 en la ciudad de Laurenceville, New Jersey como uno de los equipo de expansión de la USL Premier Development League para la temporada 2010.
Su primer partido oficial fue el 12 de mayo del 2010 y fue una derrota 0-2 ante el Newark Ironbound Express. Nunca logró clasificar a los playoffs ni a la US Open Cup hasta que el club desapareció luego de finalizar la temporada 2013.

## Temporadas
| Año  | División | Liga    | Temporada Regular | Playoffs     | US Open Cup  |
| ---- | -------- | ------- | ----------------- | ------------ | ------------ |
| 2010 | 4        | USL PDL | 3º, Mid Atlantic  | No clasificó | No clasificó |
| 2011 | 4        | USL PDL | 5º, Mid Atlantic  | No clasificó | No clasificó |
| 2012 | 4        | USL PDL | 8º, Mid Atlantic  | No clasificó | No clasificó |
| 2013 | 4        | USL PDL | 8º, Mid Atlantic  | No clasificó | No clasificó |

## Estadios
- Rider University Stadium; Lawrenceville, New Jersey (2010–2011)
- The College of New Jersey Field; Ewing Township, New Jersey 2 juegos (2010)
- PDA Complex; Zarephath, New Jersey 1 juego (2010)
- Falcon Field; Hillsborough, New Jersey (2011–2013)

## Entrenadores
- Sam Nellins (2010–2012)[3]
- John Newman (2012–2013)
- James Quinn (2013)[4]

## Jugadores destacados
| - Jose Angulo - Nelson Becerra - Scott Caldwell - Marc Cintron - Greg Cochrane | - Ryan Finley - Antoine Hoppenot - Ryan Kinne - Bryan Meredith | - Jon Okafor - Teddy Schneider - Josh Walburn - Mark Wiltse |